# سه‌شیاره‌دندان
سه‌شیاره‌دندان (نام علمی: Trirachodon) نام یک سرده از تیره سه‌شیاره‌دندانان است.